# 東漢諾威鎮區 (新澤西州)
東漢諾威鎮區（英語：East Hanover Township）是位於美國新澤西州摩里斯縣的一個鎮區。

## 地方資料
東漢諾威鎮區的面積為20.98平方千米，當中陸地面積為20.40平方千米，而水域面積為0.58平方千米。根據2020年美國人口普查的數據，當地共有人口11105人，而人口密度為每平方千米529.31人。